# Travel guide
Travel guide is een studioalbum van Ralph Towner. Hij schakelde twee gitaarcollegae in om het album op te nemen in de geluidsstudio van Radiotelevisione Svizzera in Lugano. Het trio Towner, Muthspiel en Grigoryan werkte al samen sinds 2005 en bracht in 2009 onder de naam MGT een album getiteld From a dream op het eigen platenlabel van Muthspiel uit. Voor Ralph Towner betekende het een uitgave van nieuw werk, tussen zijn vorige album Chiaroscuro werd een groot deel van zijn backcatalogus heruitgegeven.

## Musici
- Ralph Towner – klassieke en twaalfsnarige gitaar
- Wolfgang Muthspiel – elektrische gitaar en stem
- Slava Grigoryan – klassieke en baritongitaar

## Muziek
| Nr. | Titel                        | Duur |
| --- | ---------------------------- | ---- |
| 1.  | The Henrysons (Muthspiel)    | 7:04 |
| 2.  | Father time (Towner)         | 4:37 |
| 3.  | Windsong (Muthspiel)         | 6:43 |
| 4.  | Duende (Towner)              | 4:29 |
| 5.  | Amarone trio (Muthspiel)     | 5:42 |
| 6.  | Travel guide (Towner)        | 6:34 |
| 7.  | Die blaue Stunde (Muthpsiel) | 5:19 |
| 8.  | Nico und Mithra (Muthpsiel)  | 3:44 |
| 9.  | Tarry (Towner)               | 1:03 |
| 10. | Museum of light (Towner)     | 5:17 |